# Синхронне плавання на літніх Олімпійських іграх 2004
Змагання з синхронного плавання на літніх Олімпійських іграх 2004 тривали з 23 до 27 серпня в Афінському олімпійському центрі водних видів спорту в місті Марусі. 104 спортсменки змагалися за 2 комплекти нагород: у змаганнях дуетів і груп. Змагання в кожній з цих дисциплін складалися з технічної й довільної програм. Медалістки визначалися за сумою оцінок у цих програмах.

## Медальний залік
| Дисципліна | Золото | Срібло | Бронза |
| ---------- | --- | --- | --- |
| Дуети      | Анастасія Давидова і Анастасія Єрмакова (RUS) | Мія Татібана і Міхо Такеда (JPN)                                                                                     | Елісон Бартосік і Анна Козлова (USA) |
| Групи      | Росія (RUS) Олена Азарова Ольга Бруснікіна Анастасія Давидова Анастасія Єрмакова Ельвіра Хасянова Марія Кисельова Ольга Новокщонова Ганна Шоріна Марія Громова | Японія (JPN) Мітійо Фудзімару Сахо Харада Канако Кітао Еміко Судзукі Мія Татібана Міхо Такеда Юрі Тацумі Йоко Йонеда | США (USA) Елісон Бартосік Тамара Кроу Ерін Добрац Ребекка Джейсонтек Анна Козлова Сара Лоув Лорен Макфолл Стефані Несбітт Кендра Занотто |

## Таблиця медалей
| Місце              | Країна             | Золото | Срібло | Бронза | Загалом |
| ------------------ | ------------------ | ------ | ------ | ------ | ------- |
| 1                  | Росія (RUS)        | 2      | 0      | 0      | 2       |
| 2                  | Японія (JPN)       | 0      | 2      | 0      | 2       |
| 3                  | США (USA)          | 0      | 0      | 2      | 2       |
| Загалом (3 збірні) | Загалом (3 збірні) | 2      | 2      | 2      | 6       |